# Hayat Sindi
Hayat bint Sulaiman bin Hassan Sindi (en árabe: حياة سندي‎) es una científica, médica y doctora saudí y una de las primeras mujeres miembros de la Asamblea Consultiva de Arabia Saudita. Es  famosa por sus importantes contribuciones a las pruebas médicas en el punto de atención (POCT) y la biotecnología. En 2015 fue clasificada por la revista Arabian Business como la decimoquinta árabe más influyente.

## Biografía

### Educación
Hayat Sindi nació en La Meca. En 1967, convenció a su familia de que le permitieran viajar sola al Reino Unido para continuar su educación superior. Después de pasar un año aprendiendo inglés y estudiando para obtener el A-level, fue aceptada en el King's College de Londres donde se graduó en farmacología en 1995. Mientras estuvo en el King's College, recibió el premio Princess Anne's por su trabajo de pregrado en alergia.
Sindi, que usa el tradicional velo musulmán, fue presionada para abandonar sus creencias religiosas y culturales mientras estaba en la universidad; ella insistió, sosteniendo la opinión de que la religión, el color o el género de una persona no tienen relación con las contribuciones científicas. Sindi obtuvo su doctorado en biotecnología en el Newnham College de la Universidad de Cambridge en 2001; fue la primera mujer saudí en ser aceptada en la Universidad de Cambridge en el campo de la biotecnología, y la primera mujer de cualquiera de los Estados árabes del Golfo Pérsico en completar un doctorado en aquel campo.

### Carrera
Sindi es profesora visitante en la Universidad de Harvard; como tal, viaja con frecuencia entre Jeddah, Boston y Cambridge, Massachusetts. El trabajo de laboratorio de Sindi en Harvard le valió un lugar junto a otros cuatro científicos en un documental apoyado por la Oficina Ejecutiva del Presidente de los Estados Unidos para promover la educación científica entre los jóvenes. Junto con sus actividades científicas, Sindi participó en numerosos eventos destinados a aumentar la conciencia de la ciencia entre las mujeres, particularmente en Arabia Saudita y el mundo musulmán en general. También está interesada en el problema de la fuga de cerebros, y fue oradora invitada en el Foro Económico Jeddah de 2005.

### Premios y reconocimientos
En 2010, Sindi ganó el premio Mekkah Al Mukaramah a la innovación científica, otorgado por el príncipe Khalid bin Faisal Al Saud.  También fue nombrada Exploradora Emergente en 2011 por la National Geographic Society.
El 1 de octubre de 2012, Sindi fue nombrada por la directora de la UNESCO, Irina Bokova, como Embajadora de Buena Voluntad por sus esfuerzos en la promoción de la educación científica en el Medio Oriente, especialmente para las niñas. También estaba en la lista de Newsweek de 150 mujeres que impresionaron al mundo durante ese año.
En enero de 2013, Sindi nuevamente abrió nuevos caminos al convertirse en parte del primer grupo de mujeres en el Consejo Consultivo de Arabia Saudita.
En la reunión anual de Clinton Global Initiative, celebrada del 21 al 24 de septiembre de 2014, la Dra. Sindi recibió el premio "Leadership in Civil Society".